# 芝麻小尼罗蛤
芝麻小尼罗蛤（学名：Neilonella aequatorialis），是弯锦蛤目黄锦蛤科黄锦蛤属的一种。主要分布于中国大陆，常栖息在水深270米粉沙质底。